# Новицкий, Владимир Николаевич
Владимир Николаевич Новицкий (род. 8 мая 1954, Брест) — советский и белорусский спортивный журналист и телекомментатор. Начальник отдела комментариев и подготовки тематических программ Главной дирекции спортивного вещания Национальной государственной телерадиокомпании.

## Биография и семья
Родился 8 мая 1954 года в Бресте в семье военного. Окончил Белорусский государственный политехнический институт по специальности «инженер-энергетик». Позднее окончил с красным дипломом заочное отделение факультета журналистики Белорусского государственного университета.
Отец — Николай Новицкий, военный. Владимир Новицкий женат. Его сын Виталий Новицкий работал пресс-секретарём в МЧС Республики Беларусь.

## Работа
В спортивную журналистику попал благодаря письму, которое написал в дирекцию спортивных программ. После этого Владимира Новицкого пригласили работать на радио, а через три года ему поручили вести репортаж на телевидении. Около года работал внештатным корреспондентом в еженедельном радиожурнале «Спортивная Орбита», делая материалы разных жанров. После испытательного срока его пригласили попробовать себя в роли комментатора. Сначала он отправился на стадион «Динамо» с корреспондентом и за 15-20 минут до конца матча, сидя на трибуне, рассказал о происходящем на поле. В августе 1981 года сделал первый полноценный репортаж о матче чемпионата СССР «Динамо» (Минск) — «Пахтакор» (Ташкент). Некоторое время писал статьи для газеты «Прессбол», в первом номере газеты было несколько его материалов. Около года сотрудничал с газетой «Знамя юности», где был футбольным обозревателем. Он освещал практически все крупные спортивные мероприятия с участием белорусских спортсменов и не только. В 1990 году Новицкий был привлечён Центральным телевидением СССР к освещению чемпионата мира по футболу в Италии наряду с такими известными комментаторами, как В. Маслаченко, Е. Майоров, В. Перетурин, Г. Орлов. Новицкий прокомментировал 13 матчей. В постсоветское время Новицкий прокомментировал несколько матчей на чемпионате Европы по футболу 1992, а также некоторые матчи в Лиге чемпионов УЕФА 1992/1993 на телеканале «Останкино» (например, игра между «Гётеборгом» и «Миланом», что состоялась 7 апреля 1993 г.).
- 2002 — работал на зимней олимпиаде в Солт-Лейк-Сити.
- 2008 — работал на летней олимпиаде в Пекине.
- 2010 — работал на зимней олимпиаде в Ванкувере.
- 2010 — работал на чемпионате мира по хоккею в Германии.

Начиная с 1996 года бессменно освещает матчи на чемпионатах мира по хоккею, а также олимпийский хоккейный турнир.
В 2007 году стал Заслуженным деятелем культуры Республики Беларусь. В 2017 году награждён специальной премией Президента Республики Беларусь «Белорусский спортивный Олимп». Победитель в номинации «Лучший спортивный комментатор» в национальном телевизионном конкурсе «Телевершина» (2005). В 2006 году Международная федерация хоккея совместно с международной ассоциацией спортивных журналистов удостоила Владимира Новицкого почетной награды как одного из ведущих хоккейных журналистов мира.